# Policejní akademie 6: Město v obležení
Policejní akademie 6: Město v obležení (někdy označováno: Město v obklíčení nebo Město v ohrožení), je filmová komedie natočená v roce 1989, kterou režíroval Peter Bonerz.

## Obsah filmu
Gang z Wilson Heights zachvátí město vlnou zločinu. Kapitánu Harrisovi, kterému se podařilo přejít z Lassardovy akademie na okrsek, se nepodaří gang dopadnout, o čemž se také hojně píše v tisku. Guvernér proto požádal externí skupinu, aby se touto záležitostí zabývala. K Harrisově hrůze se ukáže, že jde o velitele Lassarda a jeho tým.
Jeho členy jsou Moses Hightower,
Nick Lassard,
Debbie Callahanová,
Larvell Jones,
Laverne Hooksová,
Eugene Tackleberry a
Douglas Fackler.
Hned na první schůzce se ukáže, že Harris by nejraději převzal vedení operace sám. Zasedání se účastní také komisař Hurst. O stavu vyšetřování je nařízeno naprosté mlčení.
Mezitím gang z Wilson Heights spáchá další loupež, a to v bance, kde ukradne 190 000 amerických dolarů. Z výpovědí svědků vyplývá, že tři gangsteři nejednají na vlastní pěst, ale jsou řízeni někým v pozadí. Jak se divák dozvídá, je tomu tak i v tomto případě. Trojice vidí svého šéfa (zvaného Mastermind) pouze přes mléčné sklo.
Harris pracuje proti Lassardovi bokem a vyhledá starostu, aby ho přesvědčil, že Lassard pouze brání vyšetřování. Starosta mu řekne, že Lassardovi může nařídit návrat, jen pokud Harris přinese důkazy.
Další vyšetřování nic neobjeví a Hurst z toho není nadšený. Nick Lassard poukazuje na to, že cenný diamant Zimbazwi by mohl přijet do města a být skvělou návnadou. Policisté, převlečení za strážníky, se snaží gang chytit při činu. Harris a Proctor jsou však vyrušeni alarmem auta, zatímco zločinci pomocí laseru rozříznou podlahu, ukradnou diamant a uniknou kanalizací.
Nick a Eric Lassardovi si uvědomí, že v operační skupině došlo k úniku informací. Nick odjíždí s ostatními a jde na pozorování. Má tušení, že se tu něco musí dít, ale ostatním neřekne, kde k tomu přišel. Ve skutečnosti tam gang vykrádá klenotnictví. Z nějakého důvodu se loupeže odehrávají po staré trase autobusu č. 51. Nick se spolu s ostatními postaví gangsterům. Zatčení se však nezdaří.
Na následujícím brífinku je přítomen také starosta. Hurst informuje policisty, že již delší dobu mají podezření na únik informací a nyní prohledali kanceláře zúčastněných osob. V kanceláři Erica Lassarda byly nalezeny ukradené šperky. Starosta poté dočasně pozastaví činnost Lassardova týmu.
Rozhodnou se obvinění proti Lassardovi prošetřit na vlastní pěst. V městském archivu zjistí, že plánovaná železniční trať má vést jako stará autobusová linka. Vzhledem k tomu, že pozemky podél plánované trasy budou velmi cenné a ceny pozemků v oblastech s vysokou kriminalitou klesají, předpokládají, že někdo chce snížit ceny pácháním trestné činnosti, aby pak, až kriminalita ustane a ceny pozemků díky novému dopravnímu spojení výrazně vzrostou, získal značný zisk. Ve společnosti, která nemovitosti koupila, zjistí, že zločinci plánují ochromit dodávky elektřiny do celého města. To se také stane krátce poté.
Policisté jsou pak povoláni na další mise, aby udržovali pořádek v temném městě. Nick objeví tři gangstery při pěší hlídce. Policisté je pronásledují kanalizací a gang zatknou.
Honba za Mastermindem končí v kanceláři komisaře Hursta, který už sedí u svého stolu a kouří doutník. To Mastermind má na sobě masku. O několik vteřin později přichází do kanceláře skutečný komisař. Zatknou Masterminda, z něhož se vyklube starosta. Nyní vychází najevo, že Harris byl tím, kdo informace předával starostovi. Starosta se nyní zbláznil a šíleně se směje. Komisař Hurst obnovuje činnost jednotky.

## Funkce
Stejně jako jeho předchůdce se i tento film vyznačuje řadou speciálních prvků, které ho odlišují zejména od prvních čtyř filmů Policejní akademie.

## Herci
Stejně jako v předchozím filmu chybí dříve ústřední postava Carey Mahoney. Místo něj se podruhé objevuje Nick Lassard, který má podobné povahové rysy.
Nejsou představeny žádné nové postavy, které by přetrvaly.
S Tommy "Housem" Conklinem přichází i další odchod.
Celkově je film chudý na postavy. Padouši a starosta jsou jediné postavy, které nejsou známé z některého z předchozích filmů. Na rozdíl od všech předchozích filmů se na straně klaďasů neobjevují žádné nové postavy.
Na předchozí filmy navazuje setkání se dvěma vedlejšími postavami, Douglasem Facklerem a Maxem Kirklandem. Fackler byl vycvičen s ostatními hlavními postavami v prvním filmu a byl k vidění i ve druhém a třetím díle, kde už byl také nápadný svými neplechami. To je ještě umocněno v tomto filmu, kde jeho nešikovnost vyvolává mnoho malých řetězových reakcí s fatálními následky, které vyděsí celý okrsek, když se objeví Fackler. Přestože je členem Lassardova týmu, hraje stejně jako ve starších filmech jen vedlejší roli. Kirkland je stejně jako ve filmech 2 až 4 Tackleberryho tchánem. Jeho role však byla ještě menší než v těchto filmech. V tomto filmu má pouze jednu scénu. Policejní akademie 6 je také posledním filmem, na kterém se před svou smrtí podílel představitel Maxe Kirklanda Arthur Batanides.

## Rozdíly a paralely s předchozími filmy
Harris a Proctor už nejsou vážnými protivníky. V každé scéně, v níž se objeví, ze sebe oba nějakým způsobem dělají hlupáky.
Stejně jako v pátém filmu je zde jasně vykreslený padouch, který se policistům postaví jako přímý protivník. V prvních čtyřech filmech byli padouši poměrně nedůležití a většinou bezejmenní.
Film byl uveden v době, kdy v americké televizi běžel kreslený seriál Policejní akademie. Záporáci i bojové scény mají kreslené rysy.
Odtržení od tématu policejního výcviku a akademie jako takové je silnější než v ostatních filmech. Jedná se o jediný film, ve kterém není vidět ani Lassardova kancelář, ani samotná akademie. Pouze scéna, ve které Debbie Callahanová cvičí v posilovně, se mohla odehrávat v Akademii.
Gay klub Modrá ústřice, který byl v prvních čtyřech filmech častým gagem, zde stejně jako v pátém filmu chybí.
Slapstick hraje ještě větší roli než v prvních filmech.
Na rozdíl od dalších dvou filmů se po odchodu Steva Guttenberga alias Careyho Mahoneyho děj opět odehrává v nejmenovaném městě, tedy jako všechny filmy Policejní akademie až do 4. dílu.
Poprvé se zde objevuje "skutečná" policejní práce v podobě plánování strategie a vyšetřování v utajení. Ve všech předchozích filmech spočívala práce policistů v podstatě v zadržení zločinců, kteří své činy páchají prakticky na veřejnosti. V tomto směru se také poněkud podobá druhé části, kde byli poprvé použiti čerstvě vyškolení policisté.
Šestý film je jediný z celé série, ve kterém se neodehrává žádný flirt. Ve všech ostatních filmech jeden z mužských sympatizantů flirtuje se ženou, což se vždy podaří. Debbie Callahanová prožije několik románků a afér.
Harris je stejně jako ve čtvrtém filmu šéfem policejního oddělení a jeho asistentem je Proctor.
Kancelář komisaře Hursta je jiná než v pátém filmu.

## Řemeslné chyby a nesrovnalosti
Jediné, co má tento film společné se svým nástupcem, je několik zjevných nesrovnalostí v ději:
Tajná akce v Union Tower nesouvisí se zbytkem příběhu, protože nebyl uveden žádný důvod, proč by tam měli působit. Vzniká dojem, že tato scéna byla zařazena pouze jako vtípek pro Harrise a Proctora.
Ukradený diamant má podle titulku 116 666 karátů, což je více než 100krát těžší než jakýkoli skutečný diamant. Může to být další odkaz na komiksovou sérii, protože kreslené filmy si s takovými prvky mnohokrát pohrávají.
Larvell Jones vystupuje v klubu se stand-up komedií, když ve městě vypadne proud. Nicméně systém zesílení funguje, což celou situaci činí absurdní.
V jedné scéně visí Hightowerova jmenovka dolů, v další je zase rovná a krátce nato opět visí dolů.

## Souhrn
Film je do jisté míry remakem druhého dílu s prvky komiksové série. Důležité prvky prvních čtyř filmů, jako je policejní výcvik, však již nehrají roli. Film se také velmi liší od svého předchůdce. Jedná se tedy opět o něco do značné míry nového a na první filmy série navazuje jen volně.

## Obsazení
| George Gaynes       | velitel Eric Lassard |
| Michael Winslow     | Larvell Jones        |
| Bubba Smith         | Moses Hightower      |
| David Graf          | Eugene Tackleberry   |
| Marion Ramsey       | Laverne Hooksová     |
| Leslie Easterbrook  | Debbie Callahan      |
| G. W. Bailey        | Thaddeus Harris      |
| Lance Kinsey        | Proctor              |
| Matt McCoy          | Nick Lassard         |
| George R. Robertson | Hurst                |
| Bruce Mahler        | Fackler              |
| Kenneth Mars        | starosta             |
| Gerrit Graham       | Ace                  |